# Веллінгтон (Флорида)
Веллінгтон (англ. Wellington) — селище (англ. village) в США, в окрузі Палм-Біч на південному сході штату Флорида. Населення — 61 637 осіб (2020); агломерації Вест-Палм-Біч—Бока-Ратон—Бойнтон-Біч — 1 279 950 осіб (2009). Агломерація Вест-Палм-Біч є підагломерацією Маямі—Форт-Лодердейл—Помпано-Біч із загальним населенням 5 547 051 особа (2009).
Місцевість забудовувалася з 1972 року. Місто утворене 1995 року.
Веллінгтон відомий своїми міжнародними змаганнями з кінного спорту та поло.

## Географія
Веллінгтон розташований за координатами 26°38′50″ пн. ш. 80°16′28″ зх. д. / 26.64722° пн. ш. 80.27444° зх. д. (26.647114, -80.274376).  За даними Бюро перепису населення США в 2010 році селище мало площу 116,77 км², з яких 116,26 км² — суходіл та 0,52 км² — водойми.

## Демографія
Згідно з переписом 2010 року, у селищі мешкало 56 508 осіб у 19 659 домогосподарствах у складі 15 545 родин. Густота населення становила 484 особи/км².  Було 22685 помешкань (194/км²).
Расовий склад населення:
| - 80,0 % — білих - 10,4 % — чорних або афроамериканців - 3,8 % — азіатів - 0,2 % — корінних американців - 3,1 % — осіб інших рас |

До двох чи більше рас належало 2,5 %. Частка іспаномовних становила 19,4 % від усіх жителів.
За віковим діапазоном населення розподілялося таким чином: 27,0 % — особи молодші 18 років, 62,5 % — особи у віці 18—64 років, 10,5 % — особи у віці 65 років та старші. Медіана віку мешканця становила 39,9 року. На 100 осіб жіночої статі у селищі припадало 93,1 чоловіків;  на 100 жінок у віці від 18 років та старших — 89,8 чоловіків також старших 18 років.
Середній дохід на одне домашнє господарство  становив 103 779 доларів США (медіана — 81 047), а середній дохід на одну сім'ю — 113 746 доларів (медіана — 91 250). Медіана доходів становила 59 086 доларів для чоловіків та 45 347 доларів для жінок. За межею бідності перебувало 8,2 % осіб, у тому числі 11,8 % дітей у віці до 18 років та 6,3 % осіб у віці 65 років та старших.
Цивільне працевлаштоване населення становило 28 771 особа. Основні галузі зайнятості: освіта, охорона здоров'я та соціальна допомога — 23,4 %, науковці, спеціалісти, менеджери — 12,7 %, роздрібна торгівля — 12,5 %.

## Особистості
У місті мешкає чимало знаменитостей: музикант Брюс Спрінґстін, співачка Мадонна, актор Томмі Лі Джонс, мер Нью-Йорку Майкл Блумберг, акторка Гленн Клоуз.